# Justin Gulley
Justin Gulley (* 15. Januar 1993 in Lower Hutt) ist ein neuseeländischer Fußballspieler und wird hauptsächlich auf der Position eines Innenverteidigers eingesetzt.

## Karriere

### Klub
Im Sommer 2010 wechselte er vom Stop Out Sports Club zum Franchise Team Wellington. Von dort ging es dann ab März 2014 weiter zu Wellington Phoenix, womit er dann auch ein paar Mal in der A-League eingesetzt wurde, größtenteils war er aber für die Reserve-Mannschaft in der heimischen Premiership aktiv. Ab April 2015 spielte er dann in der spielfreien Zeit auch wieder bei Team Wellington. Mit diesen gewann er in der Folge zwei Meisterschaften und auch die OFC Champions League 2018. Am Ende verblieb er hier auch bis zum Ende des Franchise im März 2021 und ist seitdem für Wellington Olympic aktiv.

### Nationalmannschaft
Er war bereits für die U-20 von Neuseeland aktiv und gewann mit dieser die Ozeanienmeisterschaft 2013. Dadurch qualifizierte sich seine Mannschaft dann auch für die Weltmeisterschaft 2013, bei der er ebenfalls zum Einsatz kam.
In der A-Mannschaft bekam er im Sommer 2018 insgesamt drei Einsätze. Der erste war am 2. Juni 2018 bei einer 1:2-Freundschaftsspielniederlage gegen Kenia, wo er zur zweiten Halbzeit für Dane Ingham eingewechselt wurde.